# Округ Џонсон (Кентаки)
Округ Џонсон (енгл. Johnson County) је округ у америчкој савезној држави Кентаки.

## Демографија
По попису из 2010. године број становника је 23.356, што је 89 (-0,4%) становника мање него 2000. године.
| Група             | 2000.          | 2010.          |
| Белци             | 23.018 (98,2%) | 22.900 (98,0%) |
| Афроамериканци    | 59 (0,3%)      | 56 (0,2%)      |
| Азијати           | 68 (0,3%)      | 91 (0,4%)      |
| Хиспаноамериканци | 143 (0,6%)     | 109 (0,5%)     |
| Укупно            | 23.445         | 23.356         |